# منطقة نويفيد
مِنطقَة نُويِڤيد (بالأَلمانِيَّة: Landkreis Neuwied) هي دائِرَة أَلمانِيَّة تَّابعة لمُحافظة كُوبلنز في وِلاَية راينلند بالاتينات في جُمهُوريَّة أَلمَانيَا الاِتّحاديّة. بمِساحة تُقَدَّر بحَوالَي 626,9 كم².

## أعلام
- فيريس إم سي
- فيلهلم الأول، أمير ألبانيا

## وُصلات خارجيّة
- الصّفحة الرّسميّة لِمِنطقَة نُويِڤيد (باللُّغَةُ الألمانِيّة).

## مَراجع
1. 1 2 3 4  GeoNames (بالإنجليزية), 2005, QID:Q830106
2. ↑  GeoNames (بالإنجليزية), 2005, QID:Q830106
3. ↑  "معلومات عن منطقة نويفيد على موقع dd.eionet.europa.eu". dd.eionet.europa.eu. مؤرشف من الأصل في 2021-05-16.
4. ↑  "معلومات عن منطقة نويفيد على موقع d-nb.info". d-nb.info. مؤرشف من الأصل في 2022-08-13.
5. ↑  "معلومات عن منطقة نويفيد على موقع id.loc.gov". id.loc.gov. مؤرشف من الأصل في 2022-02-07.